# Alí Jamenei
Alí Hoseiní Jamenei (en persa: علی حسینی خامنه‌ای‎) (Mashhad, 19 de abril de 1939) es un clérigo y político iraní que se desempeña como líder supremo de Irán desde 1989, cabeza de la clase dirigente clerical islámica de su país y (marŷaʿ) «fuente de emulación» del chiismo duodecimano. Anteriormente se desempeñó como tercer presidente de Irán entre 1981 y 1989. El mandato de Jamenei como líder supremo, que ha durado más de 35 años, lo convierte en el jefe de Estado con más años en el cargo en Medio Oriente y el segundo líder iraní con más años en el cargo de los siglos XX y XXI, después del sha Mohammad Reza Pahleví. 
Nacido en Mashhad en el seno de una familia Jameneí originaria de la ciudad de Khamaneh, en el este de Azerbaiyán, Ali Jameneí estudió en una hawza de su ciudad natal y posteriormente se estableció en Qom en 1958, donde asistió a las clases de Ruhollah Jomeiní. Jamenei se involucró en la oposición a Mohammad Reza Pahleví, el sha de Irán, y fue arrestado seis veces antes de ser exiliado durante tres años por el régimen del sha. Jamenei fue una figura fundamental en la Revolución iraní (1978-1979) y, tras su éxito, ocupó muchos cargos en la recién creada República Islámica de Irán. Después de la revolución, fue objeto de un intento de asesinato que le paralizó el brazo derecho. Jamenei fue el tercer presidente de Irán entre 1981 y 1989 durante la guerra entre Irán e Irak, momento en el que también desarrolló estrechos vínculos con el Cuerpo de la Guardia Revolucionaria Islámica (CGRI). Tras la muerte de Jomeini en 1989, Jamenei fue elegido líder supremo por la Asamblea de Expertos. 
Como líder supremo, Jamenei es la autoridad política más poderosa de Irán. Es el jefe de Estado de Irán, el comandante en jefe de sus fuerzas armadas y puede emitir decretos y tomar decisiones finales sobre las principales políticas del gobierno en economía, medio ambiente, política exterior y planificación nacional en Irán. Como líder supremo, Jamenei tiene control directo o indirecto sobre los poderes ejecutivo, legislativo y judicial del gobierno, así como sobre el ejército y los medios de comunicación. Todos los candidatos a la Asamblea de Expertos, a la presidencia y al Majlis (Parlamento) son examinados por el Consejo de Guardianes, cuyos miembros son seleccionados directa o indirectamente por el Líder Supremo de Irán. También hubo casos en que el Consejo de Guardianes revocó su prohibición sobre determinadas personas después de que Jamenei le ordenara hacerlo. 
Ha habido protestas importantes durante el reinado de Jamenei, incluidas las protestas de Qazvin de 1994, las protestas estudiantiles de 1999, las protestas electorales de 2009, las protestas de 2011-2012, las protestas de 2017-2018, las huelgas generales y protestas de 2018-2019, las protestas de 2019-2020, las protestas de 2021-2022 y las protestas de Mahsa Amini. Periodistas, blogueros y otros han sido encarcelados en Irán por insultar a Jamenei, a menudo junto con acusaciones de blasfemia. Sus sentencias han incluido azotes y penas de prisión; algunos han muerto bajo custodia. Respecto al programa nuclear de Irán, Jamenei emitió una fatwa en 2003 prohibiendo la producción, almacenamiento y uso de todo tipo de armas de destrucción masiva. En 2010, la revista Forbes lo clasificó como la 26.ª persona «más poderosa del mundo».

## Primeros años de vida

### Infancia y formación

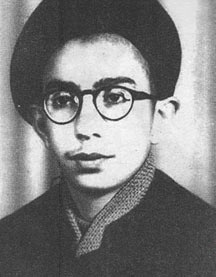
Jamenei durante su juventud.

Alí Jameneí nació el 19 de abril de 1939. Jamenei fue criado con suma sencillez y austeridad. Desde su niñez siguió un currículo tradicional de estudios islámicos y literarios bajo la supervisión de su padre y otros clérigos. Tras asistir a los seminarios islámicos de Mashhad, hizo un peregrinaje a Nayaf, donde estudió durante varios meses hasta que, su padre lo obligó a regresar a Irán. Entre 1958 y 1964, Jameneí prosiguió con sus estudios en los seminarios de Qom, donde se benefició de las enseñanzas de ulemas de gran prestigio, como los grandes ayatolás Seyyed Hosein Boruyerdí y Alamé Tabatabaí y del ayatolá Ruholá Jomeiní, que en aquellos años empezaba a destacar por su activismo político contra los proyectos modernistas del Shah.
En 1964 se ve obligado a regresar a Mashhad para cuidar de su padre, que ha perdido la visión de un ojo a causa de unas cataratas. En Mashhad siguió estudiando hasta 1968, además de comenzar a impartir clases para los seminaristas más jóvenes.
Jameneí domina el persa y el árabe, además de hablar con menos fluidez el azerí, lengua materna de su padre. Ha traducido del árabe al persa varios libros, incluidas obras del influyente teórico islamista Seyyed Qotb. Como otros numerosos estudiantes de su época, Alí Jameneí se implicó mucho más en la militancia política que en los estudios religiosos. En su juventud, Alí Jameneí fue muy aficionado a la poesía e incluso la música, y frecuentó los círculos literarios de Mashhad, y a sus poetas más destacados como Mehdí Ajaván-e Salés y Mohammad-Reza Shafií Kadkaní.

## Carrera política

### Lucha política contra el régimen monárquico
Si bien Alí Jameneí se presenta como discípulo del ayatolá Jomeini en materias de fiqh, principios teológicos, política y activismo revolucionario, afirma que las primeras chispas de su combate contra el régimen monárquico las recibió de Navvab Safaví, quien en 1952 organizó junto a su grupo Fedayines del Islam un encendido discurso en Mashhad en la misma escuela Soleymán Jan en que estudiaba Jameneí, discurso en el que trató de la revivificación del islam y la puesta en vigor de sus mandatos, y mostró su oposición al régimen Pahlevi y al Reino Unido, acusándolos de falsos y traidores a la nación iraní.

#### Represión
Alí Jameneí fue detenido por primera vez el 2 de junio de 1963, y salió libre al día siguiente. El 5 de junio del mismo año fue detenido el ayatolá Jomeini, dando lugar a un multitudinario y cruento movimiento de protesta. Jameneí fue entonces de nuevo arrestado en la ciudad de Biryand, y retenido durante 10 días. A finales de enero de 1964 fue detenido por la SAVAK tras pronunciar un discurso en Kermán, y fue encarcelado en régimen de aislamiento durante dos meses en Teherán. En 1965, la persecución de la SAVAK por sus clases de pensamiento islámico lo llevaron a la clandestinidad. Entre los años 60 y 70 volvió a pasar varias veces por prisión, en un ambiente prerrevolucionario en que frente a la represión gubernamental surgían distintos grupos armados y los clérigos veían aumentar el público que escuchaba sus prédicas cada vez más politizadas. Detenido en enero de 1975, fue mantenido en régimen de aislamiento hasta otoño del mismo año. En marzo de 1978, fue de nuevo detenido y desterrado a Iranshahr (en Sistán y Baluchistán) hasta el otoño. En vísperas ya de la caída del régimen Pahlevi, Jamenei fue llamado por Jomeini a integrar el Consejo de la Revolución Islámica, junto a figuras como Morteza Motahharí, Mohammad Beheshtí y Rafsanyaní, y en marzo contribuyó a la fundación del Partido de la República Islámica.

### Tras el triunfo de la Revolución
Desde el triunfo de la revolución, Alí Jameneí ocupó numerosos puestos: en 1979, viceministro de Defensa, jefatura de los recién formados Cuerpos de la Guardia Revolucionaria Islámica (los Pasdarán) y director de la plegaria de viernes en Teherán. En 1980, representante del pueblo de Teherán en la Asamblea Consultiva Islámica y delegado del ayatolá Jomeini en el Consejo Superior de Defensa (era frecuente su presencia activa en el frente de guerra a raíz de la invasión del territorio iraní en septiembre de 1980 por el régimen de Sadam Huseín).

### Intento de asesinato

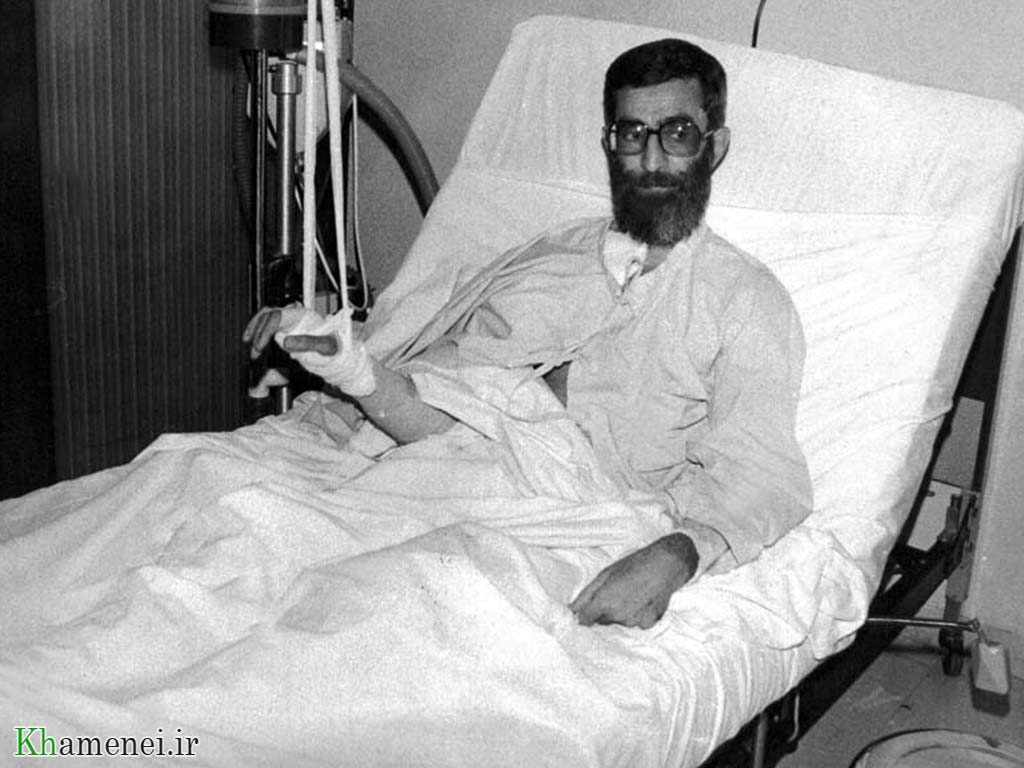
Jamenei en el hospital después del intento de asesinato.

En junio de 1981, tras declararse la organización Muyahidines del Pueblo en pie de guerra contra el nuevo régimen, Jameneí fue víctima de un atentado en una conferencia de prensa, con un explosivo camuflado en una grabadora de casete. Jameneí salvó la vida por poco, y perdió para siempre el uso de su brazo derecho. Tras el asesinato en agosto del presidente Rayaí, Jameneí fue elegido para sucederlo por una mayoría abrumadora en elecciones celebradas en octubre, convirtiéndose en el primer clérigo en ocupar el cargo.

### Como presidente de Irán
En su discurso de investidura, Jameneí se comprometió a eliminar «las desviaciones, el liberalismo y el izquierdismo influido por Estados Unidos». El nuevo régimen se enfrentó a la enérgica oposición de distintos sectores, tanto pacífica como violenta (con asesinatos, guerra de guerrillas e insurrecciones). Tanto antes como durante la presidencia de Jameneí, la represión estatal fue brutal a lo largo de la década de 1980, hallando la muerte miles de simples miembros de los grupos insurgentes, a menudo juzgados sumariamente por los tribunales revolucionarios.
Tras la expulsión del ejército iraquí de Irán en 1982, Jameneí fue junto al primer ministro Mir-Hosein Musaví uno de los principales oponentes a la decisión del ayatolá Jomeini de contraatacar invadiendo el territorio iraquí.
En 1985, Alí Jameneí fue reelegido para un segundo mandato presidencial, obteniendo el 85,66% del total de votos emitidos.
En 1989, tras ser forzado a renunciar a su puesto el gran ayatolá (âyatollâh-ol-ozmâ, آیت‌الله العظما) Hosein Alí Montazerí por haber criticado las ejecuciones en las cárceles, Jomeini designó a Jameneí como director de la plegaria pública de los viernes en Teherán.
Durante toda la década de los años 80, Jameneí contribuyó en la dirección del país mientras este atravesaba la dura guerra frente a Irak, lo que le permitió desarrollar estrechos vínculos con la crecientemente poderosa Guardia Revolucionaria. El presidente Jameneí era conocido por su notable interés en los asuntos militares, presupuestarios y administrativos.

## Liderazgo Supremo de la República Islámica

### Elección

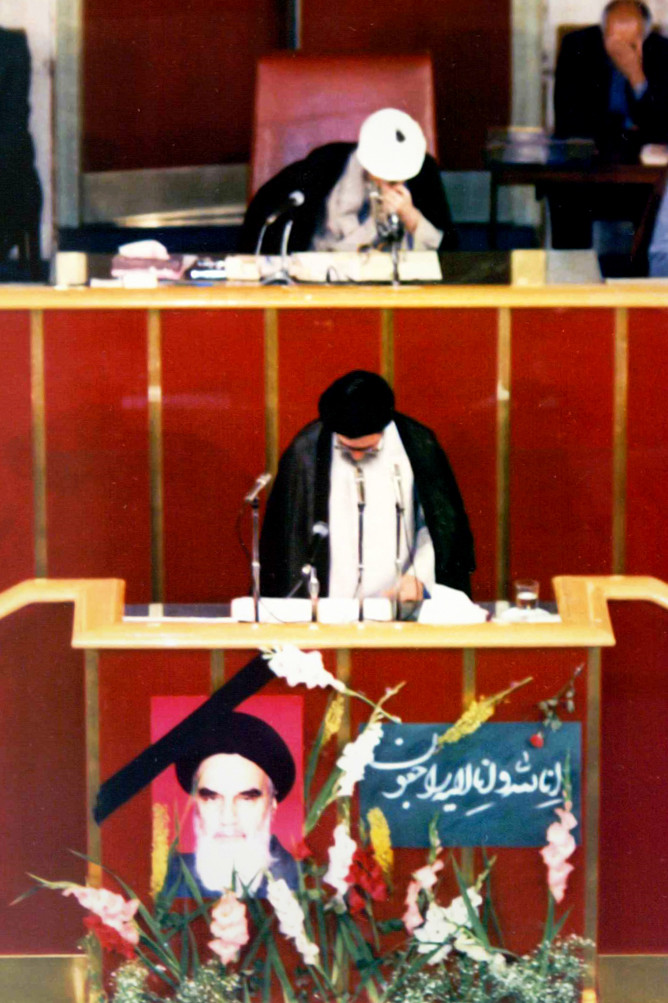
Jamenei lee el testamento de Ruhollah Jomeiní en la Asamblea de Expertos.

La noción de la tutela de un alfaquí o jurista islámico (en persa, ولی فقیه /vali-e faqih/, o /velâyat-e faqih/) sobre el gobierno había sido desarrollada por el ayatolá Jomeini en una serie de conferencias publicadas después en forma de libro. La Constitución de Irán denomina como «Líder», «Guía» o «Caudillo» (en persa rahbar: رهبر) al alfaquí que ejerce dicha tutela sobre el gobierno islámico, función que fue desempeñada por el propio ayatolá Jomeini desde el triunfo de la revolución islámica hasta su muerte, acaecida el 3 de junio de 1989. Un día después, la Asamblea de Expertos del Liderazgo designó a Alí Jameneí (por mayoría de dos tercios) para ocupar el cargo, tras haber rechazado la formación de un directorio de tres personas (los ayatolás Meshkiní, Musaví Ardabilí y Jameneí), así como el Liderazgo del gran ayatolá Mohammad Reza Golpayganí.

### Criterios de Marya
Como Jamenei no era un marja' en ese momento –como lo exigía la constitución iraní– fue nombrado Líder Supremo temporal. Más tarde, la constitución fue enmendada para eliminar ese requisito y la Asamblea de Expertos volvió a reunirse el 6 de agosto de 1989 para reconfirmar a Jamenei con 60 votos de los 64 presentes. El 29 de abril de 1989, en respuesta a la carta del ayatolá Ali Meshkini, presidente del comité encargado de la revisión de la Constitución, en la que se le preguntaba a Jomeini su opinión sobre los criterios de la Marya', Jomeini declaró: «Desde el principio, creí e insistí en que no son necesarios los requisitos de la marja'iyyat (autoridad en jurisprudencia). Un muytahid (jurista-intelectual) piadoso, aprobado por la respetada Asamblea de Expertos (Majlis-i Khobregan), será suficiente». En un video que apareció durante las protestas iraníes de 2017-2018, se ve a Jamenei ante la asamblea y dice que no estaba calificado religiosamente para ser un líder supremo. Jamenei, quien fue clasificado como Hujjat al-Islam y no como marja', como lo exige la constitución iraní, dijo que solo sería un «líder ceremonial», y Akbar Hashemí Rafsanyaní le aseguró que el cargo sería «temporal» hasta un referéndum, aparentemente planeado para un año después.
El 29 de agosto de 2022, al-Haeri anunció su renuncia al cargo de marja debido a su avanzada edad y enfermedad.  Esta fue descrita como la primera vez en la historia que un marja renuncia a su cargo.  Instó a sus seguidores a seguir a Ali Jamenei, Líder supremo de Irán, como «la mejor persona para liderar a nuestro pueblo y eliminar a los agresores».

### Estrategia política y filosófica
La era de Jamenei ha sido diferente a la de su predecesor. Sin embargo, ha continuado la política de Jomeini de «equilibrar a un grupo contra otro, asegurándose de que ningún bando gane demasiado poder». Pero a pesar de carecer del carisma y del prestigio clerical de Jomeini, ha desarrollado redes personales, primero dentro de las fuerzas armadas y luego entre los clérigos, mientras administraba los principales bonyads y seminarios de Qom y Mashhad. Habiendo sido Líder Supremo durante tres décadas, Jamenei ha logrado ubicar a muchos leales en las principales instituciones de Irán, «construyendo un sistema que lo sirve y lo protege». El ex clérigo Mehdi Khalaji y Saeid Golkar  describen el sistema de Jamenei como el de crear una «estructura paralela» para cada una de las instituciones del país (ejército, agencias de inteligencia, etc.) con el fin de mantenerlas débiles.
Según Vali Nasr, de la Escuela de Estudios Internacionales Avanzados de Johns Hopkins, «[Jamenei] se llevó consigo muchos de los poderes de la presidencia y convirtió el cargo de líder supremo en el de supervisor omnipotente de la escena política de Irán». En opinión de Nasr, Jamenei es «un tipo de dictador inusual». Los funcionarios bajo el mando de Jamenei influyen en los diversos poderes del país, y a veces en las instituciones enfrentadas, incluyendo «el parlamento, la presidencia, el poder judicial, la Guardia Revolucionaria, el ejército, los servicios de inteligencia, las agencias policiales, la élite clerical, los líderes de la oración del viernes y gran parte de los medios de comunicación», así como en diversas «fundaciones, organizaciones, consejos, seminarios y grupos empresariales no gubernamentales».

### Privatización de empresas estatales
En 2007, Jamenei pidió la privatización de las empresas estatales, incluida la compañía telefónica, tres bancos y docenas de pequeñas empresas petroleras y petroquímicas. Después de unos meses, en una reunión televisada con el entonces presidente Mahmud Ahmadineyad y sus ministros del gabinete, importantes clérigos, el líder del Parlamento y los gobernadores provinciales, los jefes de los medios de comunicación estatales y la cámara de comercio iraní, Jamenei ordenó: «aprobar algunas leyes, vender algunos negocios, y hacerlo rápido». Jamenei advirtió que «quienes se opongan a estas políticas serán quienes pierdan sus intereses e influencia».

### Disputa sobre el estatus de Gran Ayatolá
La Constitución de la República Islámica exigía que el Líder Supremo sea marŷa (marŷa'-e taqlid, مرجع تقلید «fuente de emulación»), grado que no había alcanzado Jameneí (ni siquiera era ayatolá). Sin embargo, la disconformidad del ayatolá Jomeini con los candidatos disponibles para sucederlo lo llevó a designar en abril de 1989 una comisión para reformar la Constitución en el sentido de que se requiriese al Líder ser sólo experto en jurisprudencia islámica y poseer las «capacidades políticas y de administración adecuadas». La élite política de la República Islámica cerró filas en torno al designado y su estatuto pasó de hoyyatoleslam a ayatolá. La enmienda constitucional no había sido aún sometida a plebiscito, por lo que en un primer momento la Asamblea de Expertos otorgó a Jameneí un título provisional, hasta que entró en vigor la nueva ley fundamental.
El estatuto de marŷa de Jameneí es controvertido para algunas personas. En 1994, tras fallecer el gran ayatolá Mohammad Alí Arakí, la Asociación de Profesores del Seminario de Qom declaró a Jameneí como nuevo marŷa. Sin embargo, cuatro 'grandes ayatolás' pertenecientes a la oposición iraní se negaron a reconocerle ese rango: Mohammad Shirazí, entonces en arresto domiciliario por su oposición a Jomeini; Hosein Alí Montazerí; Hasán Tabatabaí Qomí y Yasuboddín Rastegarí.
A pesar de esta controversia, el propio Alí Jameneí es autor de una fátua que decreta que el criterio del vali-ye faqih en materias relacionadas con el islam prevalecen sobre las del pueblo. En calidad de Marya´ (referencia religiosa), Jameneí ha emitido, como otros religiosos que han llegado a su jerarquía, fátuas en respuesta a preguntas planteadas por fieles musulmanes chiíes de todo el mundo «sobre todos los temas, de la ley islámica a las apuestas sobre baloncesto, las ayudas de estudio para niños cuidados por no musulmanes, el uso de motocicletas por mujeres o la estancia en hoteles frecuentados por budistas». Ha decretado en contra del uso de corbatas y de escuchar determinados tipos de música, aunque no contra los pírsines en la nariz, siempre y cuando queden cubiertos.

### Fatwas y mensajes

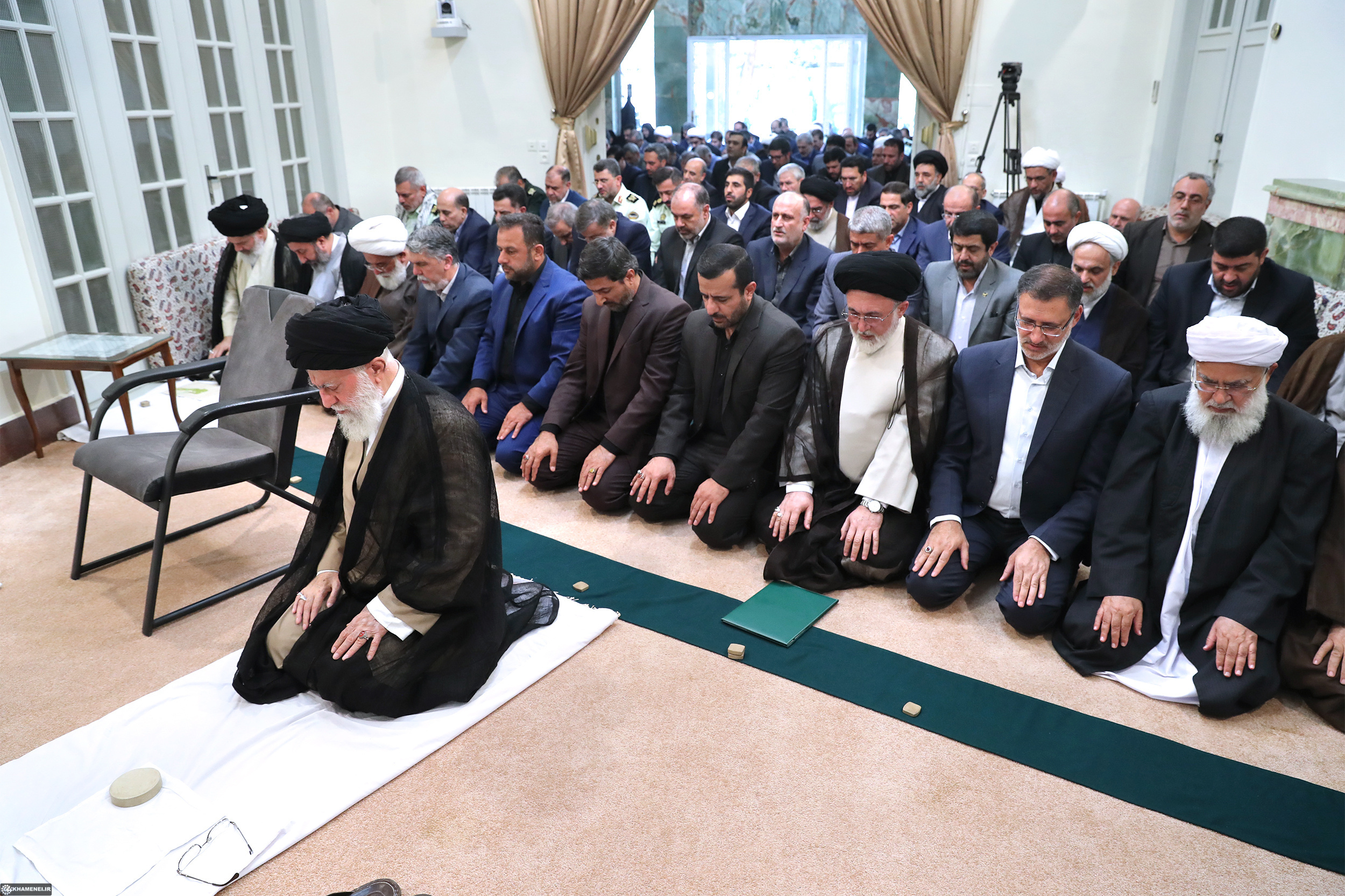
Reunión de Jamenei con las autoridades del Hajj, 2018.

El Liderazgo de Jameneí ha diferido en mucho del de Jomeini. Si bien ha proseguido con la política de Jomeini consistente en «mantener en equilibrio a unos grupos contra otros, asegurándose de que ninguna facción acapara demasiado poder», al carecer del carisma y estatus clerical de Jomeini, Jameneí ha desarrollado distintas redes de influencia. Primero, dentro de las fuerzas armadas; a continuación, entre los clérigos administradores de las grandes fundaciones religiosas (los bonyad) y de los seminarios islámicos de Qom y Mashhad. El politólogo Vali Nasr señala que pasar al Liderazgo, conservó muchos de los poderes de la Presidencia, convirtiéndose en un «supervisor todopoderoso de la escena político iraní». Los agentes a las órdenes de Jameneí influyen las distintas instituciones iraníes, en ocasiones en conflicto entre sí: «el Parlamento, la Presidencia, el Poder Judicial, la Guardia Revolucionaria, el ejército regular, los servicios de inteligencia, los organismos policiales, la élite clerical, los directores de la oración del viernes y gran parte de los medios de comunicación», así como diversas «fundaciones no gubernamentales, organizaciones, consejos, seminarios y grupos empresariales».
En sus discursos, Jameneí acostumbra mencionar motivos habituales de la revolución de 1979 y de las problemáticas actuales del mundo islámico: justicia social, independencia nacional, autosuficiencia, gobierno basado en principios islámicos y oposición resuelta a Israel y Estados Unidos. No ha viajado fuera de Irán desde que accedió al puesto de Líder supremo, aunque sí efectuara un viaje a Libia en su período de presidente de la República Islámica.

## Política nacional
Dentro de Irán, Jamenei es la autoridad política más poderosa. Es el jefe de Estado de Irán, el comandante en jefe de sus fuerzas armadas y puede emitir decretos y tomar decisiones finales sobre las principales políticas del gobierno en economía, medio ambiente, política exterior y planificación nacional en Irán. Como líder supremo, Jamenei tiene control directo o indirecto sobre los poderes ejecutivo, legislativo y judicial del gobierno, así como sobre el ejército y los medios de comunicación. Todos los candidatos a la Asamblea de Expertos, a la presidencia y al Majlis (Parlamento) son examinados por el Consejo de Guardianes, cuyos miembros son seleccionados directa o indirectamente por el Líder Supremo de Irán. También hubo casos en que el Consejo de Guardianes revocó su prohibición sobre determinadas personas después de que Jamenei le ordenara hacerlo.

### Económica
Alí Jameneí ha alentado el programa de privatizaciones llevado a cabo por los distintos gobiernos de Irán, en particular con la modificación del artículo 44 de la Constitución iraní, que reservaba para la gestión estatal las infraestructuras básicas del país. Jameneí ha mostrado su apoyo a la gestión del presidente Ahmadineyad, afirmando que nadie tenía derecho a culpar a su gobierno de los problemas económicos y recomendando a la población contentarse y evitar despilfarros, sin preocuparse por las sanciones económicas impuestas a Irán.

### Ciencia y tecnología
Alí Jameneí alienta en sus discursos el progreso científico. Fue de los primeros religiosos islámicos en permitir la investigación con células madre (a condición de ser usada para crear partes, no seres humanos enteros), así como la clonación terapéutica. En 1999, Jameneí emitió una fetua sobre reproducción asistida que contradecía la antes promulgada por Gad El-Hak Ali Gad El-Hak, de la universidad islámica egipcia de Al-Azhar, en el sentido de una liberalización. Jameneí decretaba legítima la intervención de un tercero, ya sea por donación de esperma u óvulo, o una madre de alquiler. Esto condujo a un alza del «turismo de fertilidad» en Irán. Jameneí también ha manifestado su convicción de la importancia de la tecnología nuclear de uso pacífico, por no ser eternas las reservas de petróleo y gas.

### Fetua contra el armamento nuclear
El ayatolá Jameneí es autor de un decreto religioso según el cual está prohibido en el islam producir, almacenar o usar armamento nuclear. La fetua fue citada en declaraciones oficiales del gobierno iraní en una reunión en Viena con la Agencia Internacional de la Energía Atómica en agosto de 2005.

### Medios de comunicación
La Constitución iraní atribuye al Líder Supremo la potestad de designar y destituir al director de la radiotelevisión estatal IRIB. En 2000, Jameneí secundó el veto del Consejo de Guardianes a una reforma parlamentaria de la ley de prensa, aduciendo que la ley vigente había evitado que los enemigos del Islam se apoderaran de la prensa. Ese mismo año, el Comité para la Protección de los Periodistas lo calificó como «uno de los diez mayores enemigos de la prensa y la libertad de expresión».

### Plan de Incremento de la Seguridad en Sociedad
Alí Jameneí ha secundado enérgicamente la vasta serie de operaciones policiales lanzadas desde el primer mandato presidencial de Mahmud Ahmadineyad bajo el nombre de «Plan de Incremento de la Seguridad en Sociedad» (طرح ارتقاء امنیت اجتماعی), que ha marcado de manera notable la vida social iraní, además de suscitar vivas controversias jurídicas al atribuir competencias legislativas no previstas en el ordenamiento legal de Irán a los cuerpos policiales y al Consejo Superior de la Revolución Cultural, primer expositor del plan. Entre los aspectos del plan se encuentran violentas intervenciones contra individuos expuestos públicamente, sin juicio previo, como «chusma»; la sistematización del control vestimentario de los viandantes por patrullas específicas; abordaje de clientes a la salida de tiendas de ropa y cierre de las mismas; incremلento de la fiscalización del parentesco entre personas de distinto sexo en espacios públicos; cierre de estudios fotográficos, cafés, cyber-cafés, etc.; apertura de expedientes judiciales por vestimenta inapropiada de mujeres; control de contenidos de los teléfonos móviles (aun desmentido oficialmente), etc.

### Elecciones presidenciales y parlamentarias

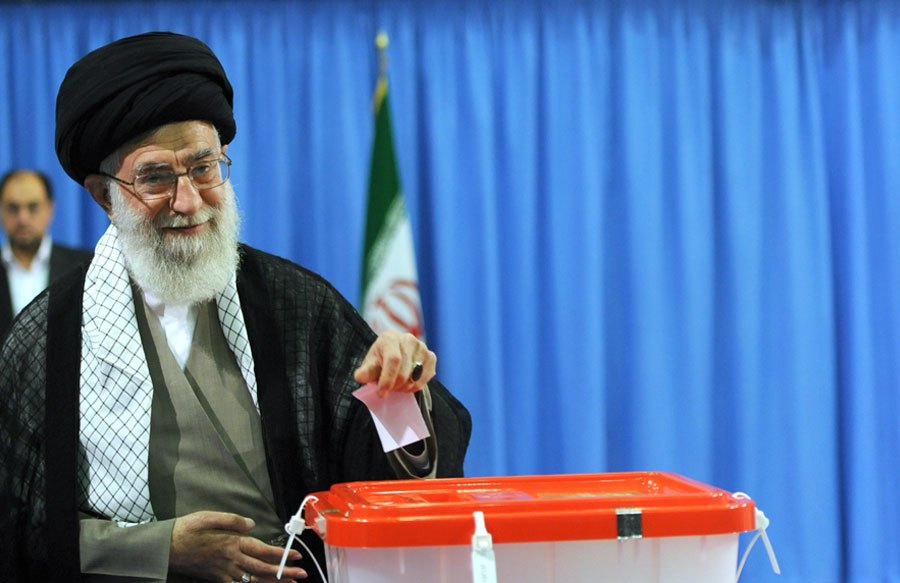
Jamenei emitiendo su voto durante las elecciones presidenciales de 2013.

Como Líder Supremo, Alí Jamenei influencia los procesos electorales iraníes a través de la designación de la mitad de los miembros del Consejo de Guardianes, encargados de ratificar o vetar todas las candidaturas. En las elecciones legislativas de febrero de 2004, el Consejo de Guardianes anuló miles de candidaturas, incluidas las de ochenta diputados salientes —uno de ellos el vicepresidente de la cámara—, gran parte de los parlamentarios reformistas y todos los candidatos del Frente de Participación del Irán Islámico, partido del entonces presidente Jatamí. A consecuencia de estos vetos, los conservadores obtuvieron el 70% de los escaños, marcando un punto de inflexión decisivo en la evolución política de Irán, ya que los comicios pusieron punto final al movimiento de reformas iniciado por Mohammad Jatamí desde que fuera elegido por mayoría abrumadora en mayo de 1997.
En la elección presidencial de 2005, las alusiones de Jameneí a la importancia de la lucha contra la corrupción, la fidelidad a los ideales de la Revolución islámica y la superioridad de la inteligencia y dinamismo de los ingenieros fueron interpretadas por algunos como un sutil respaldo a la candidatura de Mahmud Ahmadineyad (doctor en ingeniería de tráfico). Desde la elección de 2005, Jameneí expresó su apoyo al presidente Ahmadineyad con un grado de apertura y decisión muy distintos de lo que había sido su relación con el presidente reformista Jatamí.
En respuesta a los avances reformistas en el ciclo electoral 2015-2016, Jamenei lamentó la pérdida de clérigos conservadores de la Asamblea de Expertos y sugirió que podrían ser necesarios cambios a la ley por la cual el Consejo de Guardianes examina a los candidatos, porque actualmente es demasiado difícil para el Consejo de Guardianes examinar a un número tan grande de candidatos.

#### Crisis posterior a la elección de 2009
Alí Jameneí ha adoptado una posición de firmeza frente a lo que se ha descrito como «el mayor desafío interno en treinta años» a los dirigentes de la República Islámica: las protestas poselectorales de 2009; ha declarado que no reconsiderará los resultados electorales ni cederá ante la presión popular por la controvertida reelección para la presidencia de Mahmud Ahmadineyad. «Gracias a Dios, la elección presidencial se llevó a cabo con corrección, y los asuntos que ahora se plantean deben seguir su curso legal». En una comparecencia pública para dirigir los rezos del viernes 19 de junio, manifestó su apoyo al vencedor anunciado y acusó a las potencias extranjeras —incluidas Reino Unido, Israel y Estados Unidos— de fomentar las protestas por los resultados electorales. Jameneí describió en particular al Reino Unido como «el más vil» de los enemigos, asegurando que el pueblo iraní respondería con «puño de hierro» en caso de inmiscuirse las potencias occidentales en los asuntos internos de Irán.
A mediados de agosto de 2009, un grupo anónimo de antiguos legisladores reformistas reclamó a la Asamblea de Expertos que examinase la capacitación de Alí Jameneí para el ejercicio del cargo de Líder Supremo. Una semana más tarde se publicó otra carta anónima, en nombre de un grupo de ulemas, en la que se calificaba a Alí Jameneí de «dictador» y se reclamaba su destitución. Las cartas han sido consideradas como un golpe a la reputación de Jameneí como «árbitro neutral y personalidad del Islam», además de un «desafío sin precedentes al hombre más poderoso del país», si bien su poder de hecho no se resintió de igual manera. El diario New York Times reflejaba cómo «había empezado a aparecer en pintadas sobre los muros de Teherán la frase «muerte a Jameneí», casi inimaginable poco tiempo atrás».

## Política externa
De acuerdo con la Constitución de Irán, Jameneí tiene «responsabilidad directa» en la política internacional de la República Islámica, que «no puede llevarse a cabo sin su aprobación y participación directas». Posee un equipo propio de política exterior «que incluye a dos antiguos ministros de exteriores», independiente del de la presidencia, y «puede, en todo momento, introducirse en el proceso político y corregir una medida o decisión incorrectas».

### Oposición a los Estados Unidos
Ha sido recurrente el desdén manifestado por Jameneí hacia los Estados Unidos, de modo general, Occidente, en sus discursos, ya fuera el asunto de estos la política exterior, la agricultura o la educación. Según Jameneí, es «evidente que el conflicto y la confrontación» entre la República Islámica de Irán y EE. UU. son «algo natural e inevitable», dado que Washington «trata de establecer una dictadura global y promover sus intereses particulares subyugando a otras naciones y pisoteando sus derechos». Pero más recientemente ha declarado posible un eventual acercamiento pese a que «la ruptura de los vínculos con Estados Unidos forma parte de nuestra orientación básica» y que «cualquier relación proporcionaría a los americanos la posibilidad de infiltrarse en Irán, allanando el camino a sus servicios de inteligencia y sus espías»: «Nunca hemos dicho que las relaciones seguirían cortadas eternamente. El día en que mantener relaciones con Estados Unidos sea beneficioso para la nación iraní, yo seré sin duda el primero en aprobarlas».
Tras los atentados del 11 de septiembre de 2001, Jameneí condenó los ataques y a sus autores, y pidió una condena de las actividades terroristas en todo el mundo, al tiempo que ponía en guardia con vehemencia contra una intervención militar en Afganistán.
Jameneí advirtió el 4 de junio de 2006 de que, en caso de ser atacado Irán por Estados Unidos, interrumpiría el flujo energético del Golfo Pérsico (alrededor del 20% del suministro diario mundial de petróleo atraviesa el estrecho de Ormuz, frente a las costas iraníes), e insistió en que Irán no renunciaría a su derecho a producir combustible nuclear.
El día 14 de septiembre de 2007, el ayatolá Jameneí predijo que George W. Bush y otros responsables estadounidenses serían algún día juzgados en un tribunal penal internacional por la invasión de Irak. Pocas semanas después, Jameneí responsabilizó a Washington de la inseguridad y el «terrorismo ciego» reinante en Irak tras la invasión.
El día 21 de marzo de 2009, un día después de ofrecer inesperadamente a Irán el presidente estadounidense Barack Obama «un nuevo comienzo» en relaciones diplomáticas, Jameneí se mostró escéptico ante lo que calificó de mero cambio retórico suficiente, añadiendo: «Observaremos y juzgaremos… Si ustedes cambian, nosotros modificaremos nuestro comportamiento». En junio de 2011, Jameneí cuestionó el discurso de los Estados Unidos sobre «terrorismo» invirtiendo términos; acusando de terroristas las acciones de Washington en Pakistán, Afganistán, Irán y elogiando como lucha de liberación territorial la de los grupos palestinos combatientes. En este mismo sentido, ya en 2006 Jameneí había desacreditado para dar lecciones sobre «derechos humanos y lucha contra el terrorismo» a «quien tiene prisiones como Guantánamo o Abu Ghraib».
Jamenei criticó la intervención militar liderada por la OTAN en Libia. El 21 de marzo de 2011, Jamenei acusó a Occidente de «ir tras el petróleo libio». También enfatizó que «Irán condena rotundamente la conducta del gobierno libio contra su pueblo, los asesinatos y la presión sobre la población, y el bombardeo de sus ciudades... pero (también) condena la acción militar en Libia». Jamenei declaró que apoya el envío de mediadores en lugar de bombardear el país.
En junio de 2011, Jamenei acusó al gobierno de Estados Unidos de terrorismo y rechazó la definición estadounidense de terrorismo; se le citó diciendo: «Estados Unidos y los gobiernos europeos que lo siguen describen a los grupos combatientes palestinos que luchan por la liberación de su tierra como terroristas». En junio de 2012, Jamenei advirtió a los gobiernos occidentales que las crecientes sanciones contra el país solo profundizarían el odio de los iraníes hacia Occidente.  En octubre de 2014, Jamenei afirmó que Estados Unidos y el Reino Unido crearon ISIS como una herramienta para luchar contra Irán y «crear inseguridad» en la región.
El 19 de julio de 2015, mientras hablaba en una mezquita de Teherán, Jamenei dijo a sus partidarios que las políticas de Estados Unidos en la región se oponían en «180 grados» al movimiento político y religioso de Irán. El discurso estuvo interrumpido por cánticos de «Muerte a América» y «Muerte a Israel». Jamenei afirmó, en relación con el acuerdo nuclear de 2015, que «incluso después de este acuerdo, nuestra política hacia el arrogante Estados Unidos no cambiará». El secretario de Estado estadounidense, John Kerry, afirmó que si los comentarios reflejaban una política, eran «muy inquietantes» y «muy preocupantes».
El 24 de junio de 2019, Estados Unidos impuso sanciones a Jamenei con la firma de la Orden Ejecutiva 13876. En marzo de 2020, Jamenei advirtió contra una oferta de ayuda de Estados Unidos para combatir el COVID-19 porque podría ser una forma de dañar a Irán propagando aún más la enfermedad. También sugirió que Estados Unidos había desarrollado una variedad especial del virus «basándose en la información genética iraní que habían recopilado», aunque no proporcionó ninguna evidencia que respaldara dicha teoría.  Jamenei explicó: «Hay enemigos que son demonios y hay enemigos que son humanos, y se ayudan entre sí». En febrero de 2024, se anunció que Meta Platforms había eliminado las cuentas de Facebook e Instagram de Jamenei, citando reiteradas violaciones de su política de organizaciones e individuos peligrosos. En marzo de 2022, Jamenei acusó a Estados Unidos de crear el conflicto en torno a la guerra ruso-ucraniana.

### El sionismo y Israel

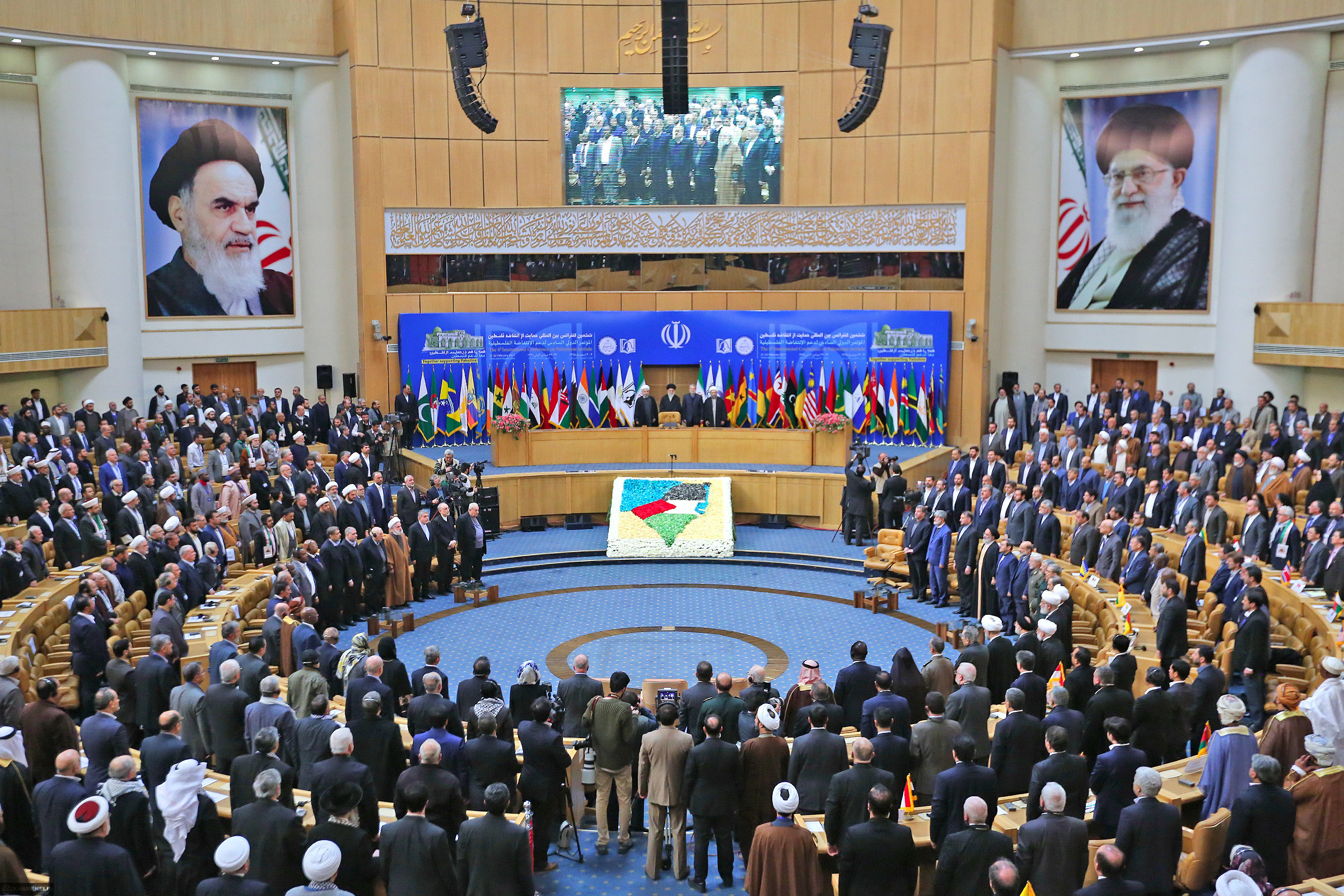
Sexta Conferencia Internacional en Apoyo a la Intifada Palestina en Teherán, 2017.

Jamenei es un firme oponente al Estado de Israel y el sionismo. En 2000 tuvieron mucho eco sus declaraciones: «este tumor canceroso debe ser eliminado de la región» y «nadie permitirá que un puñado de matones y bandadas repugnantes de Londres, Washington y Moscú gobiernen a los palestinos». En la misma ocasión afirmó que «los refugiados palestinos deben regresar, y los musulmanes, cristianos y judíos podrán elegir un gobierno para sí mismos, excluyendo a los judíos inmigrados».
En 2005, Jameneí replicó a la sonada frase del presidente Ahmadineyad sobre «borrar de la página del tiempo al régimen ocupante de Al-Quds» aclarando que «la República Islámica nunca ha amenazado ni amenazará jamás a ningún país». El principal consejero de Jameneí en política exterior, Alí Akbar Velayatí, se negó además a participar en la conferencia sobre el Holocausto de 2006 en Teherán, calificando el Holocausto de genocidio y de «realidad histórica».
En el sermón pronunciado en Teherán el viernes 19 de septiembre de 2008, Jameneí calificó de «erróneo, irracional, inútil y absurdo decir que seamos amigos del pueblo israelí», prohibiendo que prosiguiera un debate sobre la cuestión. Se trataba de una refutación de las declaraciones del vicepresidente Esfandiar Rahim Mashaí en el sentido de que el conflicto de Irán con Israel no contradecía la amistad con la nación judía. En febrero del año 2012 declaró el respaldo de Irán a todo grupo o nación que se enfrentase a Israel.
El 10 de septiembre de 2015, en un discurso sobre Israel tras el acuerdo sobre el programa nuclear de Irán, Jamenei hizo la siguiente observación: «Israel no existirá en 25 años». Por primera vez, el comentario fue publicado en el sitio web oficial de Jamenei y en su Twitter.  Esta declaración fue votada como la mejor y más importante entre las declaraciones de Jamenei en 2015 según una encuesta en línea realizada por su sitio web oficial. El 21 de febrero de 2017, en la VI Conferencia Internacional en Apoyo a la Intifada Palestina, Jamenei consideró la retirada de Israel del sur del Líbano en 2000 y de Gaza en 2005 como dos grandes logros hasta el momento. Además, aconsejó a los países islámicos abstenerse de crisis y diferencias «inútiles» y concentrarse en cambio en la cuestión de Palestina, que considera la cuestión central del Islam. Añadió: «De lo contrario, el potencial y las capacidades de las naciones se desperdiciarán ante luchas vanas, lo que brindará oportunidades para que el régimen sionista se fortalezca aún más».
En septiembre de 2020, Jamenei condenó el acuerdo de paz entre Israel y los Emiratos Árabes Unidos y acusó a los EAU de traicionar al mundo islámico, a los países árabes y a Palestina. Afirmó que la normalización será sólo temporal, pero que los Emiratos Árabes Unidos tendrán que cargar para siempre con la vergüenza del acuerdo. En octubre de 2023, Jamenei elogió el ataque de Hamás contra Israel, pero negó la participación directa de Irán. Condenó el bombardeo israelí de la Franja de Gaza en represalia por el ataque de Hamás y acusó a Israel de cometer genocidio contra el pueblo palestino en Gaza.
Tras la guerra entre Irán e Israel de 2025, Jamenei rechazó el pedido de Trump de rendición iraní. Jamenei también fue objeto de amenazas de asesinato por parte del primer ministro israelí, Benjamin Netanyahu, y del ministro de Defensa, Israel Katz.

#### Negación del holocausto
Un discurso de Jamenei de 2006 contiene la frase que fue traducida al inglés como «el mito de la masacre de los judíos». En una entrevista de 2013, el entonces ministro de Asuntos Exteriores de Irán, Yavad Zarif, dijo que las palabras de Jamenei habían sido mal traducidas y que sus comentarios fueron sacados de contexto. Zarif añadió: «He hablado con el líder supremo sobre este tema; él rechaza y condena el asesinato de personas inocentes. No, el Holocausto no es un mito». El 21 de marzo de 2014, Jamenei declaró: «El Holocausto es un acontecimiento cuya realidad es incierta y, si ocurrió, es incierto cómo ocurrió». Además, debido a las posibles consecuencias legales en algunos países, comentó: «Nadie en los países europeos se atreve a hablar del Holocausto». También afirmó que en Occidente «hablar del Holocausto y expresar dudas al respecto se considera un gran pecado».
El 27 de enero de 2016, Día del Recuerdo del Holocausto, Jamenei publicó un vídeo negando el Holocausto en su sitio web oficial. El video, basado en el discurso de marzo de 2014  y con una duración de unos tres minutos, presenta imágenes de los negacionistas del Holocausto Roger Garaudy, Robert Faurisson y David Irving. En diciembre de 2019, Jamenei elogió a Garaudy (un converso al Islam) y dijo que su condena por negación del Holocausto violaba la libertad de expresión.  En 2020, Jamenei tuiteó preguntando: «¿Por qué es un crimen plantear dudas sobre el Holocausto... mientras que insultar al Profeta (BP) está permitido?».

#### Acusaciones de antisemitismo
El periodista Yair Rosenberg sostiene que las declaraciones de Jamenei que pretenden atacar al «sionismo» siguen una tradición antisemita de evitar la censura utilizando el «sionismo» como un símbolo para referirse a los «judíos». Por ejemplo, una declaración tuiteada por Jamenei el 8 de junio de 2022 dice: «Los sionistas siempre han sido una plaga, incluso antes de establecer el fraudulento régimen sionista. Incluso entonces, los capitalistas sionistas eran una plaga para todo el mundo». Según Rosenberg, tiene más sentido (aunque es igual de difamatorio) si se sustituye «sionistas» por «judíos». El movimiento sionista no se fundó hasta finales del siglo XIX, por lo que no es probable que los sionistas «hayan sido siempre una plaga». Otras acusaciones de antisemitismo provienen de Victoria Coates y Ellie Cohanim, quienes observan su negación del Holocausto y encuentran su «plan de nueve puntos» para «borrar» a Israel «de la faz de la tierra» incómodamente reminiscente de la solución final de Hitler;  y The Jerusalem Post, que cita el ataque de Jamenei al acuerdo de normalización de 2020 entre Israel y los Emiratos Árabes Unidos: «La nación de Palestina está bajo diversas y severas presiones. Luego, los Emiratos Árabes Unidos actúan de acuerdo con los israelíes y sucios agentes sionistas de los Estados Unidos, como el miembro judío de la familia de Trump, con la mayor crueldad contra los intereses del mundo del Islam». Argumentan que «sucios agentes sionistas», «el miembro judío de la familia de Trump» (es decir, Jared Kushner y su esposa Ivanka Trump) y «cruel» son todas palabras que canalizan «tropos antisemitas y silbidos de perro».

#### Cartas abiertas
Jamenei ha escrito varias cartas abiertas. La carta a los jóvenes de Europa y América del Norte fue escrita el 21 de enero de 2015. Jamenei escribió una segunda carta a los estudiantes matriculados en universidades estadounidenses el 30 de mayo de 2024. Al describir las acciones de Israel como «genocidio y apartheid», Jamenei pidió a los estudiantes que continuaran sus protestas contra lo que llamó «el brutal régimen sionista».
En su carta, Jamenei expresó empatía y solidaridad con los estudiantes que protestan contra los ataques de Israel en Gaza. Se refirió a estos estudiantes como una «rama del Frente de Resistencia» y predijo su victoria con «el permiso de Dios». Jamenei también lleva a cabo una campaña de recaudación de fondos para las víctimas de los conflictos en Gaza y el Líbano.

## Derechos humanos, libertades, protestas y ley islámica
Los críticos han acusado a Jamenei de supervisar el asesinato de hasta 160 desertores exiliados en todo el mundo, la represión brutal de los manifestantes, el asesinato de decenas de miles de miembros del grupo paramilitar MEK (Muyahidines del Pueblo de Irán) y de convertir a los escritores e intelectuales disidentes en Irán en «un blanco especial» de la represión, entre otras infracciones de los derechos humanos. Sin embargo, el propio Jamenei ha insistido en que los derechos humanos son un principio fundamental que subyace a las enseñanzas islámicas y que precede a la preocupación occidental por los derechos humanos por muchos siglos. Ha atacado a las potencias occidentales que han criticado el historial de derechos humanos de la República Islámica por hipocresía, diciendo que estos países oprimen económicamente a la gente de los países del Tercer Mundo y apoyan a déspotas y dictadores. En respuesta a las quejas occidentales sobre abusos de los derechos humanos en Irán, ha declarado que la administración estadounidense ha cometido muchos crímenes y, por lo tanto, no es apta para juzgar a la República Islámica.

### Protestas durante su liderazgo

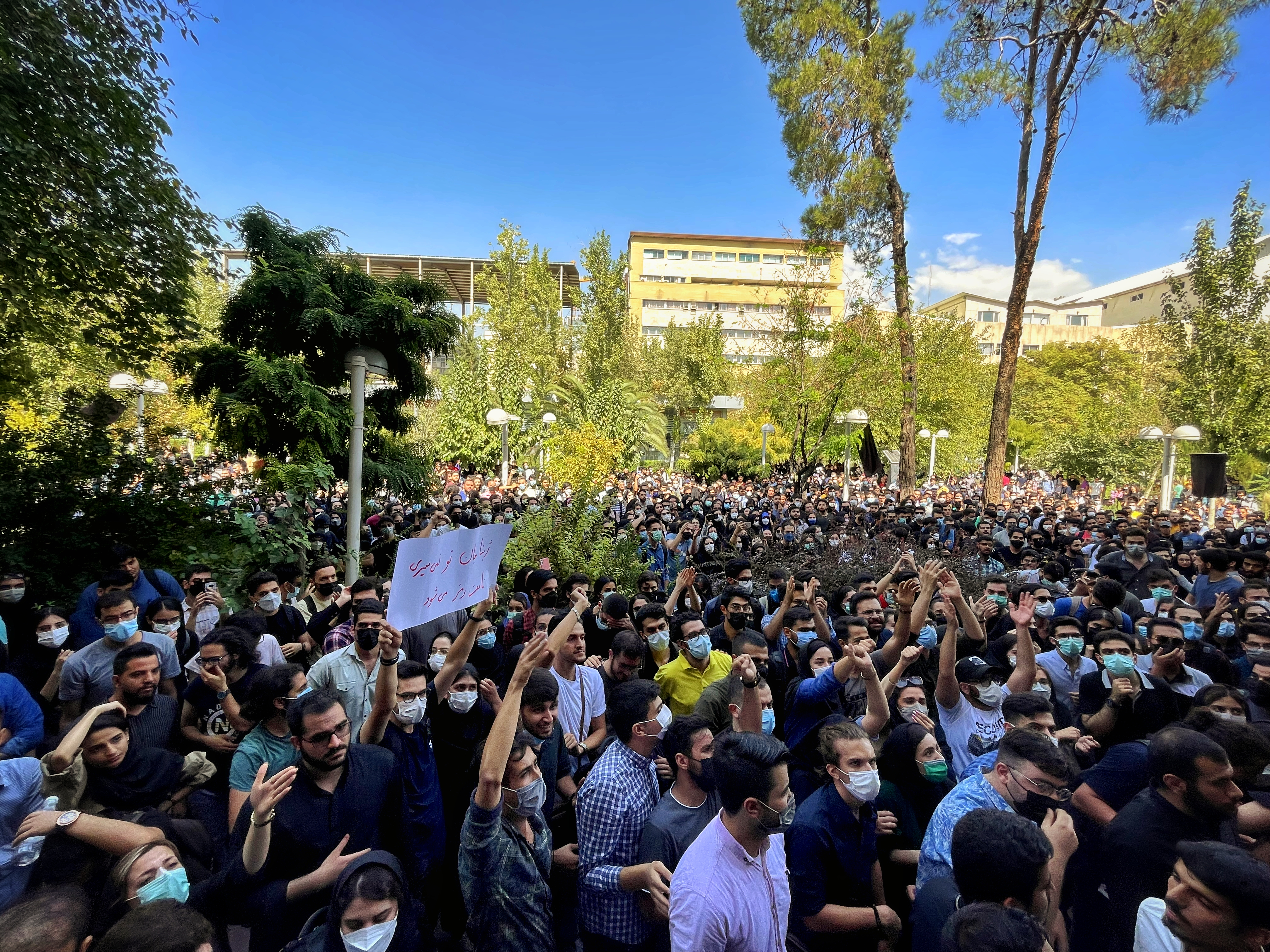
Protestas de Mahsa Amini en Teherán, 20 de septiembre de 2022

Ha habido varias protestas importantes durante el reinado de Jamenei, incluidas las protestas de Qazvin de 1994, donde según Al-Arabiya alrededor de 40 personas murieron y más de 400 resultaron heridas, las protestas de Qazvin de 1994, las protestas estudiantiles iraníes de 1999, las protestas de las elecciones presidenciales iraníes de 2009, cuando algunos manifestantes corearon «muerte al dictador», y arrancaron fotografías de Jamenei, así como las protestas iraníes de 2011-2012 y las protestas iraníes de 2017-2018, entre otras. En 2016, Jamenei, quien esbozó las directrices electorales «de acuerdo con el artículo 110 de la Constitución de Irán», pidió maximizar la transparencia en las elecciones en Irán, utilizando tecnologías modernas. Durante la masacre de Mahshahr, las protestas se expandieron contra «la corrupción gubernamental, el fracaso de las instituciones, la falta de libertades y el régimen represivo del líder supremo de Irán, el ayatolá Ali Jamenei». Periodistas, blogueros y otros han sido encarcelados en Irán por insultar a Jamenei, a menudo junto con acusaciones de blasfemia.
Durante las huelgas generales y protestas iraníes de 2018-2019, Jamenei exigió castigo para aquellos «que perturben la seguridad económica». Según Reuters, las declaraciones tenían «claramente la intención de enviar un mensaje a los iraníes que podrían planear más manifestaciones». Durante las protestas iraníes de 2019-2020, Jamenei se reunió con varios funcionarios y miembros del gabinete y dijo que «responsabilizaría a los funcionarios reunidos por las consecuencias de las protestas si no las detenían de inmediato». Según un funcionario, Jamenei «dejó claro que las manifestaciones requerían una respuesta contundente» y que «los alborotadores debían ser aplastados». Algunas sentencias han incluido azotes y penas de prisión; algunos han muerto bajo custodia. Durante las protestas por el vuelo 752 de Ukraine International Airlines, miles de manifestantes exigieron la dimisión de Jamenei.

### Minorías
El período de Jameneí se ha caracterizado por una serie de medidas que ponen de manifiesto intolerancia hacia grupos minoritarios. La comunidad bahaí de Irán, minoría religiosa no islámica más numerosa del país, sufre a este respecto en mayor grado al no estar reconocida como confesión legítima, a diferencia del zoroastrismo, cristianismo y judaísmo. Tras la persecución sufrida durante la primera década de República Islámica, bajo el liderazgo del ayatolá Jameneí las acciones violentas han tendido a ser sustituidas por una estrategia de exclusión social y difamación en los medios de comunicación estatales, como expresa el documento presentado ante la ONU en 1993 como memorando oficial secreto, y que porta la firma del ayatolá Jameneí. Las autoridades iraníes niegan la autenticidad del documento, conocido como Memorando Golpayganí, aunque las medidas prescritas se aplican en Irán, como la exclusión del sistema universitario, y la detención con cargos políticos de miembros de la comunidad.

### Juicios a personas por insultar a Jamenei
Varios periodistas, blogueros y otras personas fueron llevados a juicio en Irán por insultar al Líder Supremo, a menudo en conjunción con cargos de blasfemia.  En 1996, Abbas Maroufi fue condenado a 35 latigazos y seis meses de prisión por difundir mentiras e insultar a Jamenei. A Maroufi también le prohibieron trabajar como periodista y su revista literaria mensual Gardoon fue clausurada. Maroufi había comparado a Jamenei con el ex Sha de Irán Mohammed Reza Pahleví.
En 2005, un iraní fue encarcelado durante dos años por insultar a Jamenei y al imán Jomeini, aunque fue absuelto del cargo de insultar al profeta. En 2009, el bloguero iraní Omid Reza Mir Sayafi, que fue arrestado por insultar a Jamenei en una publicación en Internet, murió mientras estaba detenido en la prisión de Evin. En 2010, el activista opositor Ahmad Gabel fue condenado a 20 meses de cárcel por insultar a Jamenei, además de tres años más por posesión de un receptor de satélite, tres años de exilio y una multa. En 2014, ocho hombres, incluido un británico, fueron condenados a entre 19 y 20 años de prisión por insultar a Jamenei y otros cargos relacionados con comentarios en Facebook.

### Derechos de las mujeres y homosexuales

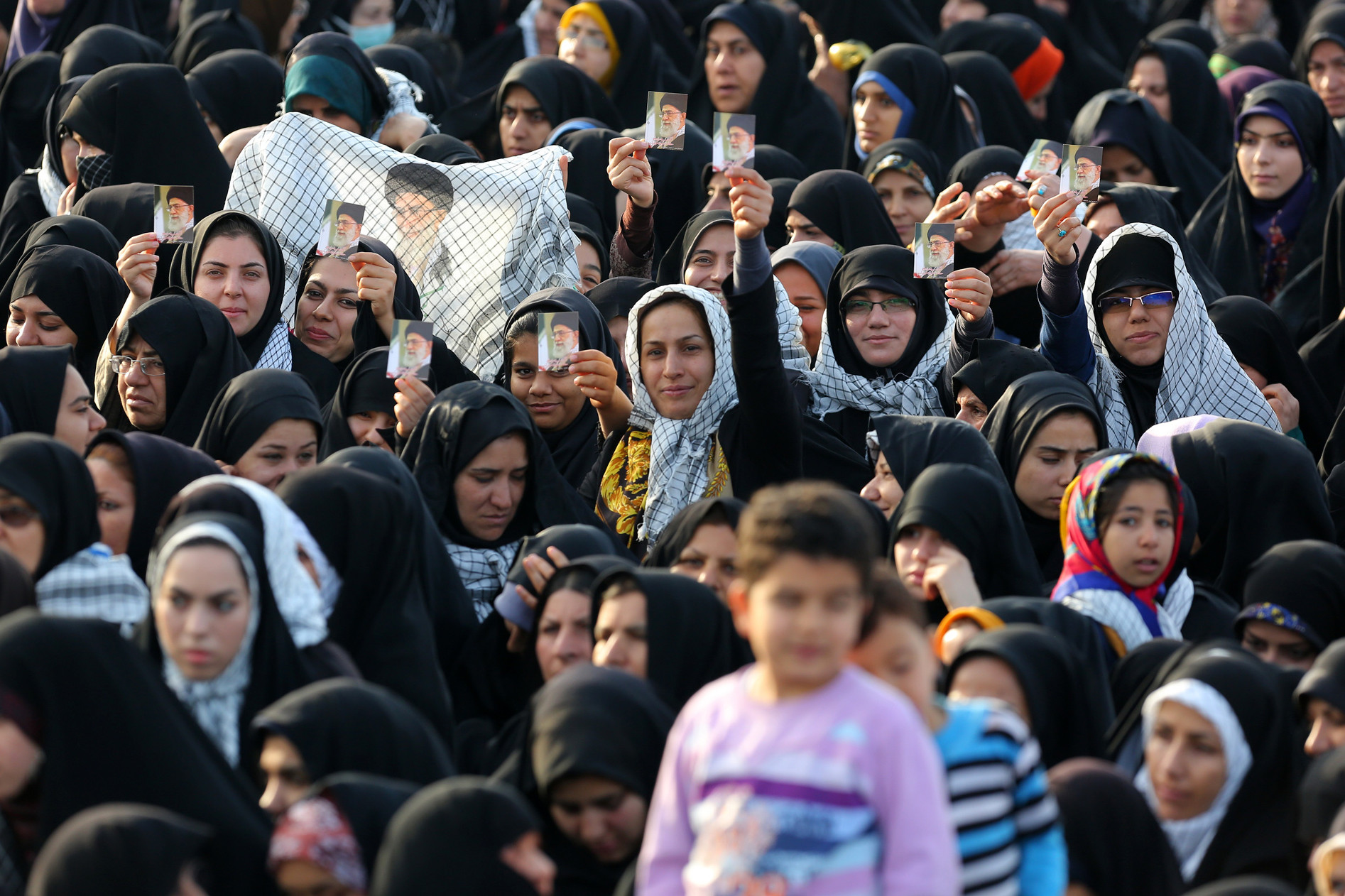
Mujeres iraníes con retratos de Jamenei, 2014.

En julio de 2007, Jameneí criticó a las militantes iraníes pro derechos de la mujer y la CEDAW, afirmando: «En nuestro país algunas activistas, y algunos hombres también, han estado tratando de jugar con las normas islámicas para adecuarse a las "convenciones internacionales" referentes a las mujeres. Esto está mal». Jameneí realizó estas declaraciones dos días después de que fuera condenada la militante feminista Delaram Alí a 34 meses de cárcel y 10 latigazos. En relación con la vestimenta femenina, el ayatolá Jameneí aboga por la obligatoriedad del hiyab.
Jamenei cree en la segregación de género. Jamenei también cree que la igualdad de género es una conspiración sionista cuyo objetivo es «corromper el papel de la mujer en la sociedad».
Jamenei defiende la práctica islámica del Hiyab. Él cree que el hiyab tiene como objetivo honrar a las mujeres. Ante la objeción occidental al hiyab obligatorio en Irán, responde señalando la obligatoriedad de llevarlo en ciertos países occidentales y los obstáculos creados para las mujeres musulmanas veladas que desean entrar en las universidades. Sostiene además que las mujeres en Occidente han perdido su honor al señalar una alta tasa percibida de violencia sexual en Occidente, así como la explotación generalizada del atractivo sexual femenino con fines comerciales.
Jamenei cree que la homosexualidad es una «carencia moral» presente en Occidente.  Jamenei apoyó la fatwa de Jomeini de 1985 que permitía la cirugía de reasignación de sexo para la disforia de género.

## Vida personal

### Vida familiar
Casado y con seis hijos, el ayatolá Jameneí desciende de una familia clerical originaria de Tafresh, instalada en Tabriz. Alí Jameneí es el segundo de ocho hermanos, dos de los cuales son también ulemas.
Su hermano mayor Mohammad es antiguo miembro del Consejo de Expertos Constitucionarios y preside la Fundación Sadra de Sabiduría Islámica. Su hermano menor Hadí es miembro influyente de la reformista Asamblea de Clérigos Combatientes, ha sido varias veces diputado en el Parlamento, y fue editor del diario reformista Hayât-e No, clausurado en 2003 por orden del Tribunal Especial del Clero. Su hermana Badri Hoseini Jameneí era esposa del ulema revolucionario Sheij Alí Tehraní. Ambos formaron parte de la organización armada de oposición Muyahidines del Pueblo de Irán, hasta el año 1995 en que volvieron a Irán de su exilio iraquí. Su hermano menor Hasán Jameneí es responsable de la Comisión de Seguimiento de las Infracciones Administrativas del ministerio del Petróleo.
Una de las hijas de Alí Jameneí es nuera de Mohammad Golpayeganí, director del Despacho del Líder Supremo desde 1989. Su hijo Moŷtabá Jameneí es yerno de Gholamalí Haddad Adel, antiguo presidente del Parlamento, miembro del Consejo de Discernimiento del Interés del Estado, director de la Academia de la Lengua Persa y miembro del Alto Consejo de la Revolución Cultural. Su hijo Mostafá es yerno del ayatolá Joshvaqt, miembro del Consejo Superior de la Revolución Cultural en los primeros años de la Revolución Islámica.

## Obra escrita
Una de las obras sobre Alí Jamenei es un libro de sus memorias. La casa editorial Andisheh Sharq (Islamoriente) publica en español el primer libro de memorias y la biografía de Seyyed Ali Jamenei.
Esta obra titulada «Las memorias más bellas del Líder de la Revolución Islámica de Irán» y escrita por Yafar Hamzeh, permite a los pueblos hispanohablantes que tengan un conocimiento de la personalidad de Jamenei.
En este libro se puede leer las memorias y los recuerdos que guardan autoridades de la República Islámica de la vida y personalidad del Líder iraní en distintas etapas de su vida.
Esta obra traducida por un grupo islámico.

### Creación original
| - Exposición global del pensamiento islámico en el Corán (طرح کلی اندیشه اسلامی در قرآن). - De la hondura de la oración (از ژرفای نماز). - Discurso sobre la paciencia (گفتاری در باب صبر). - Cuatro libros fundamentales sobre la evaluación biográfica de los transmisores de los hadiz (چهار کتاب اصلی علم رجال). - La wilâya (ولایت). - El Imam Sadeq (پیشوای صادق). - Unidad y partidismo (وحدت و تحزّب). - El arte en el pensamiento del ayatolá Jameneí (هنر از دیدگاه آیت‌الله خامنه‌ای). | - Respuestas a consultas religiosas (اجوبة الاستفتائات). - Comprender bien la religión (درست فهمیدن دین). - La lucha en la vida de los Imam (عنصر مبارزه در زندگی ائمه). - La negación de la servidumbre si no es a Dios, espíritu del tawhid (روح توحید، نفی عبودیت غیر خدا). - La necesidad del retorno al Corán (ضرورت بازگشت به قرآن). - La vida del Imam Saŷŷad (سیره امام سجاد). - El Imam Reza y la sucesión (امام رضا و ولایتعهدی). - La invasión cultural (تهاجم فرهنگی). - Lo dicho sobre la wilâya (حدیث ولایت). |

| Predecesor: Ruholá Jomeiní     | Líder supremo de Irán 1989 - actualidad | Sucesor: En el cargo              |
| Predecesor: Mohammad Alí Rayaí | Presidente de Irán 1981-1989            | Sucesor: Akbar Hashemí Rafsanyaní |